# Französische Rugby-Union-Meisterschaft 1898/99
Die Saison 1898/99 war die achte Austragung der französischen Rugby-Union-Meisterschaft (französisch Championnat de France de rugby à XV), der heutigen Top 14.
Erstmals überhaupt waren Mannschaften von außerhalb der Region Paris an der Meisterschaft teilnahmeberechtigt. Zu Beginn trafen sechs Pariser Mannschaften in einer Gruppe aufeinander, während in der zweiten Gruppe drei Mannschaften aus der „Provinz“ gegeneinander spielten. Im Endspiel, das am 30. April 1899 an der Route du Médoc in Le Bouscat stattfand, trafen die beiden Gruppenersten aufeinander und spielten um den Bouclier de Brennus. Dabei setzte sich Stade Bordelais gegen Stade Français durch und errang zum ersten Mal den Meistertitel.

## Vorrunde

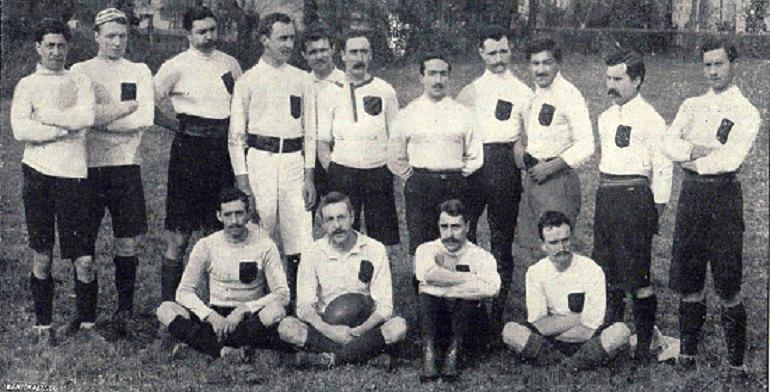
Die Meistermannschaft 1899

Zone Paris
|    | Team                    |
| -- | ----------------------- |
| 1. | Stade Français          |
| 2. | Racing Club de France   |
| 3. | Olympique Paris         |
| 4. | Cosmopolitan Club       |
| 5. | Ligue Athlétique        |
| 6. | Union Athletique du 1er |

Zone Provinz
|    | Team            |
| -- | --------------- |
| 1. | Stade Bordelais |
| 2. | SOE Toulouse    |
| 3. | FC Lyon         |

## Finale
| 30. April 1899 | Stade Bordelais           | 5 : 3   | Stade Français | Route du Médoc, Le Bouscat Zuschauer: 3000 Schiedsrichter: Paul Cartault |
| 30. April 1899 | Versuche: 1 Erhöhungen: 1 | Bericht | Versuche: 1    | Route du Médoc, Le Bouscat Zuschauer: 3000 Schiedsrichter: Paul Cartault |

Aufstellungen
Stade Bordelais: Campbell Cartwright, Carlos Deltour, Marc Giacardy, Jean Guirault, Arthur Harding, Henri Houssemont, Pascal Laporte, La Jebonne, Paul Lauga, Georges Marx, Charles Robert, Roger Saint-Bonnet, Louis Soulé, Pierre Terrigi, Charles Veuillet
Stade Français: Henri Amand, Raymond Bellencourt, J. A. Bernard, Robert Blanchard, Julien Combe, Robert de Brune, Louis Dedet, Paulo do Rio Branco, G. Dubois, Auguste Giroux, A. Heinard, Constantin Henriquez, Félix Herbert, Edmond Mamelle, Maurice Moulu